# Port Mulberry
Pour les articles homonymes, voir Mulberry.

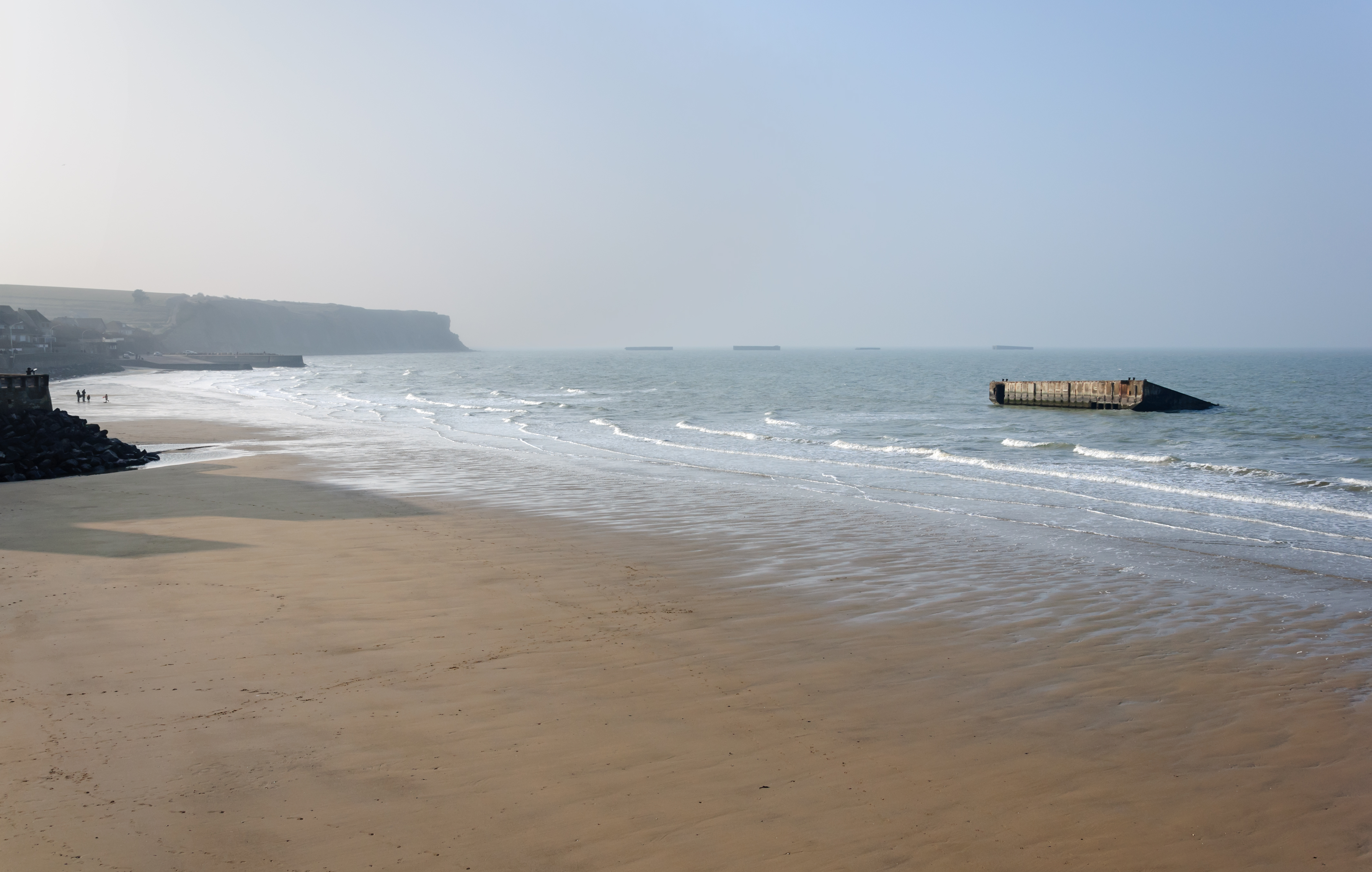
Plage d'Arromanches avec les restes des caissons en arrière-plan.

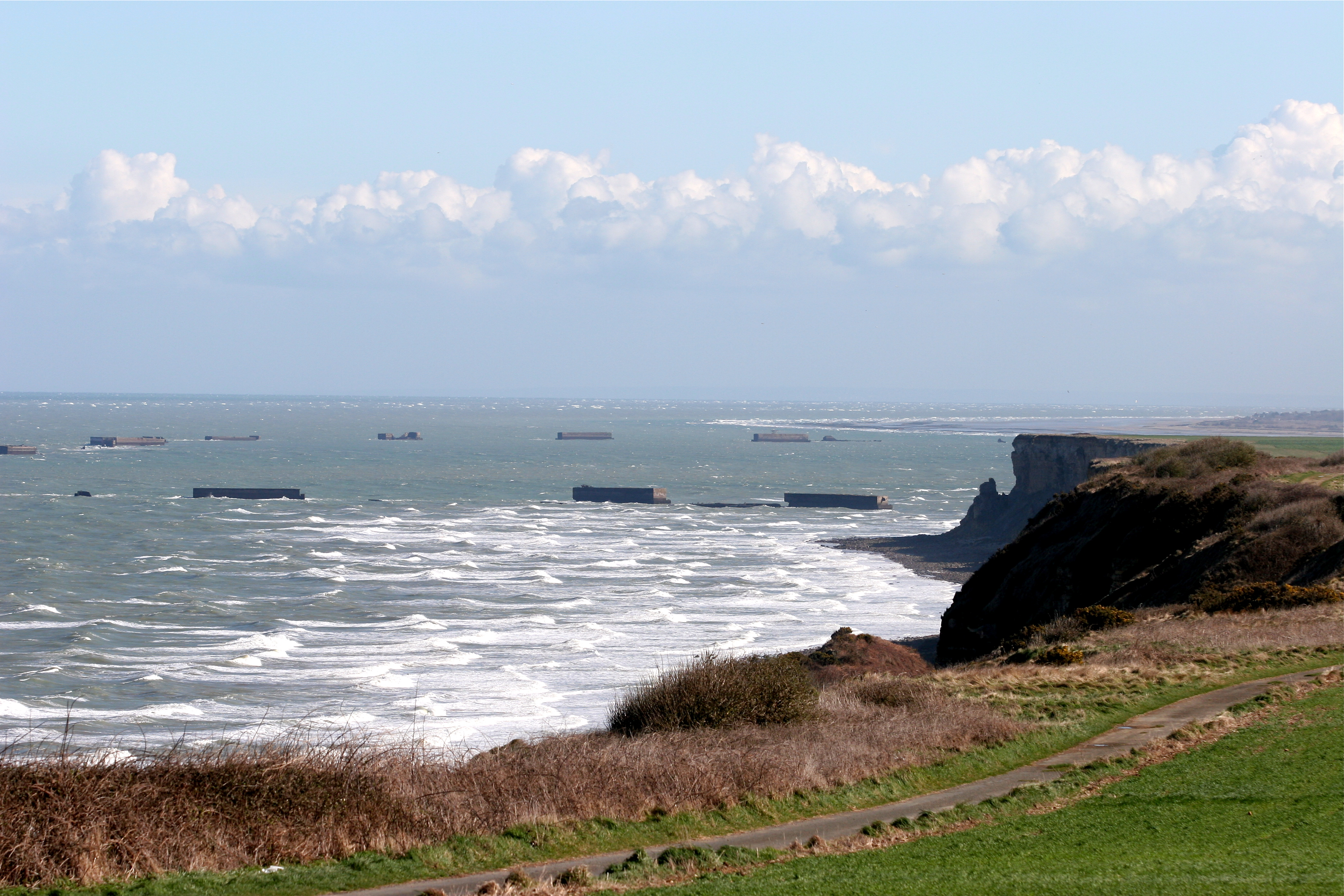
Le port artificiel d'Arromanches vu depuis la falaise de Longues-sur-Mer en 2008.

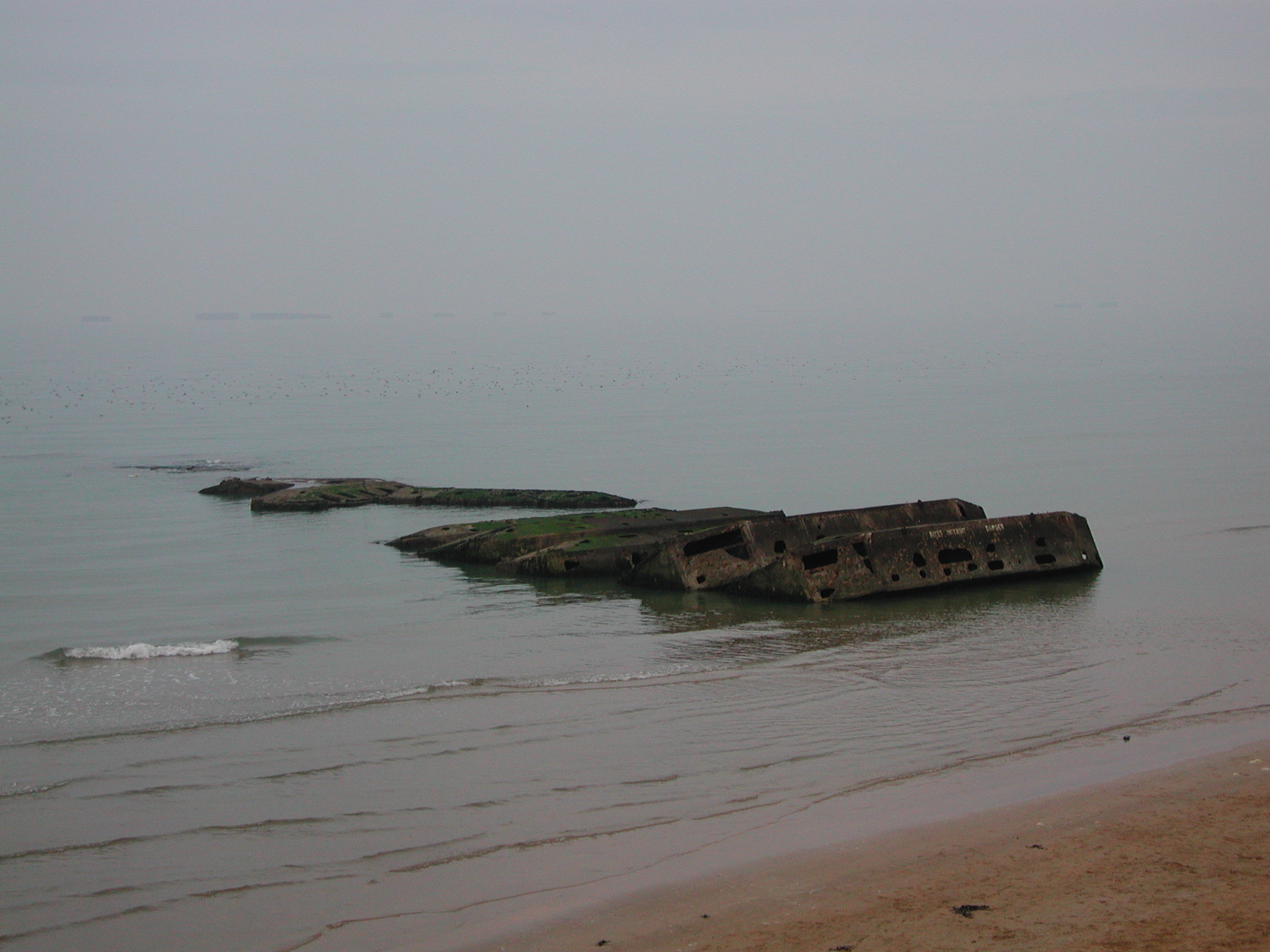
Flotteurs en béton des voies flottantes sur la plage d'Arromanches.

Le port Mulberry (en anglais: Mulberry Harbour) est un port préfabriqué construit sur la côte normande pendant la Seconde Guerre mondiale pour permettre l'approvisionnement des Alliés dans les jours qui suivirent le débarquement de Normandie. En fait, deux ports furent assemblés au large des plages du Calvados, mais seul celui d'Arromanches fut opérationnel, le second devant Omaha Beach ayant été détruit par une tempête le 19 juin 1944. La construction de ce port évitait aux Alliés de devoir prendre directement un port en eau profonde. Le port Mulberry était constitué de différents grands éléments préfabriqués en Angleterre, acheminés et assemblés sur la côte normande. Ce port artificiel a souvent été mis en avant comme ayant permis la réussite de la bataille de Normandie et présenté comme une trouvaille en matière de logistique militaire. Mais les historiens relativisent désormais un peu son rôle car jusqu'à la conquête du port de Cherbourg, la majorité de l'approvisionnement est réalisée par débarquement direct sur les plages ou par l'utilisation des petits ports de la côte normande.

## Contexte
L'échec du raid de Dieppe de 1942 a montré que les Alliés rencontreraient beaucoup de difficultés à prendre un des grands ports de la côte française de la Manche, éléments les plus fortifiés du mur de l'Atlantique créé par les Allemands le long des côtes. La maîtrise d'un port était nécessaire dès les jours suivant le débarquement pour acheminer véhicules, ravitaillement et hommes pour soutenir l'opération Overlord. Un port artificiel constitué d'éléments transportables et que l'on pourrait assembler et monter au large des plages du débarquement allait être la réponse à cette difficulté. Le nom de code du projet, « Mulberry » (en anglais : mûre), a donné naissance à l'expression de port Mulberry.
Le nom de l'homme à l'origine de l'idée du port Mulberry fait l'objet de controverses, mais on trouve un certain Hugh Iorys Hughes, ingénieur gallois qui a soumis les plans initiaux de l'idée au War Office britannique, le professeur John Desmond Bernal et le vice-amiral John Hughes-Hallett. Lors d'une réunion après le débarquement de Dieppe, ce dernier déclara que si un port ne pouvait pas être pris, alors il faudrait en amener un. L'idée, sur le coup, fut prise comme une boutade, mais Churchill s'y intéressa et le concept des ports "Mulberries" commença à prendre forme lorsque Hughes-Hallett fut nommé chef de l'état-major naval de l'opération Overlord. Lors de la conférence Quadrant à Québec, en août 1943, le projet est présenté par le War Office, et est accepté par les différents chefs alliés.
En 1943, un essai de trois conceptions différentes de port artificiel fut lancé et testé en réel dans le Solway Firth en Écosse. Hugh Iorys Hughes développa ses jetées « Hippo » et ses ponts « Crocodile », employant 1 000 personnes juste pour construire la version de test ; le « Swiss Roll » (balancier suisse) d'Hamilton consistait en une voie flottante ; et un système de ponts flexibles supporté par des pontons flottants, avait été conçu par Allan H. Beckett. Ces tests donnèrent des résultats variés (le balancier suisse ne pouvait porter que des camions de 7 tonnes maximum dans la houle habituelle). Cependant le choix final se fit lors d'une tempête au cours de laquelle le « Swiss Roll » fut emporté et les « Hippos » furent sapés par l'eau de mer. Les voies flottantes de Beckett (qui eurent le nom de code Whale) ne subirent aucun dégâts. Elles furent donc retenues.

## Conceptions
Les ports étaient constitués de trois parties :

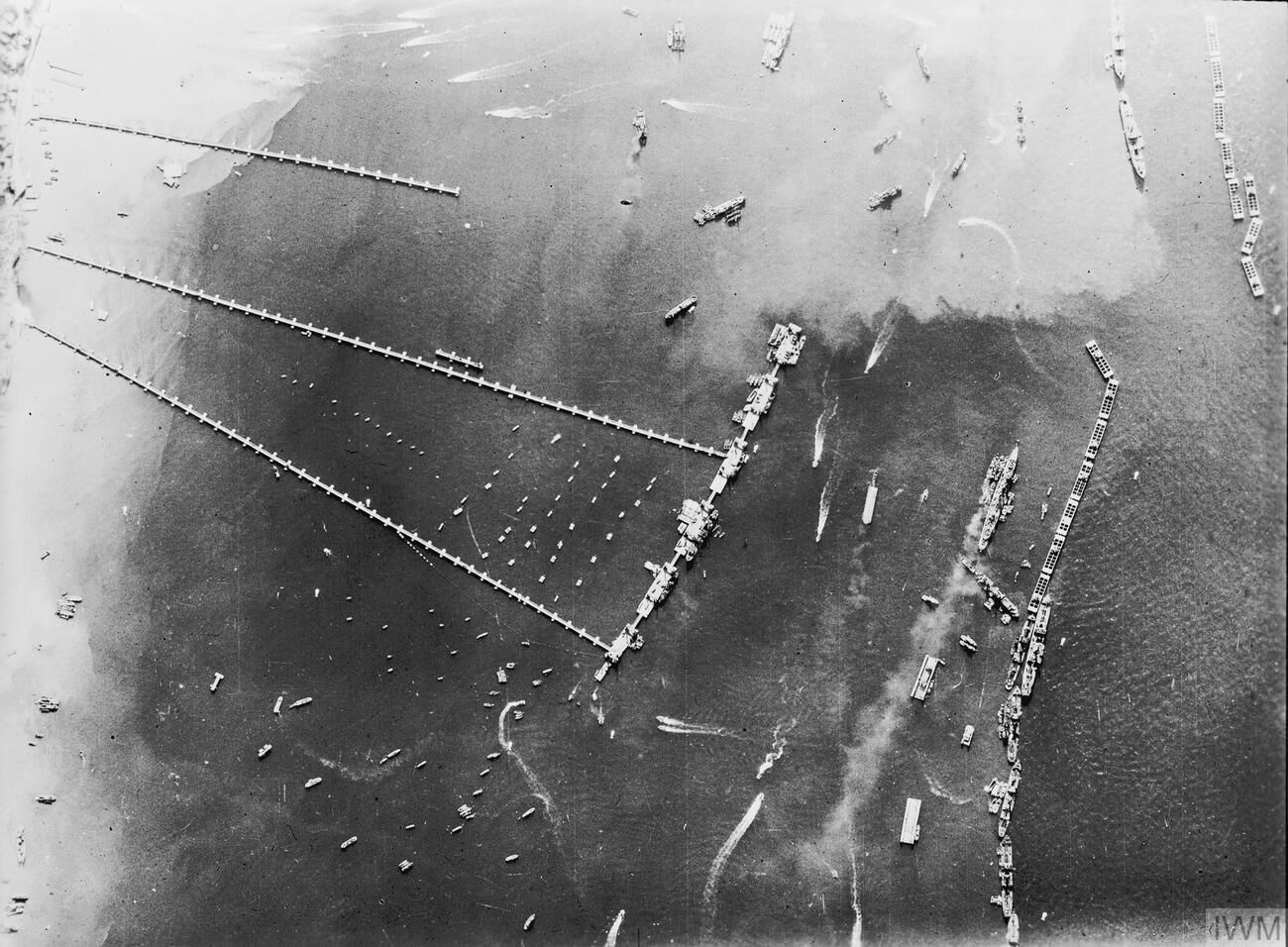
Vue aérienne du port d'Arromanches en octobre 1944.

- des protections et brise-lames, pour créer un plan d'eau abrité,
- des quais de déchargement,
- des jetées, reliant les quais à la côte.

Les grandeurs théoriques annonçaient les chiffres suivants :
- 500 ha, l'équivalent du port de Douvres
- 6 km de jetées
- 60 navires sabordés (blockships)
- 33 plates-formes Loebnitz

Un Mulberry complet nécessitait 600 000 tonnes de béton avec 33 jetées et avait 15 km de routes flottantes pour acheminer hommes, véhicules et matériels sur la terre ferme.

### Jetées
Les jetées furent créées en associant les éléments suivants :
- des blockships, vieux navires condamnés et coulés sur place,
- des bombardons, caissons métalliques en forme de croix,
- des caissons Phoenix, énormes caissons en béton armé.

Les blockships sont d'abord la première solution pour constituer des brise-lames des ports artificiels. Cargos, vieux navires de guerre, ils sont les premiers à traverser la Manche depuis le port de Poole, où ils avaient été rassemblés. Ainsi, 56 navires vont se positionner dès le 7 juin au niveau des cinq plages pour être coulés, la coque dépassant de deux mètres à marée haute.
Les bombardons, caissons métalliques d'une dimension de 60 × 8 m, sont fabriqués à Portland. Remorqués à travers la Manche, ils étaient reliés entre eux aux endroits choisis et faisaient office de brise-lames au large des ports artificiels. Ces bombardons vont causer de nombreux dégâts lors de la tempête de mi-juin (voir plus bas).
Les caissons Phoenix étaient d'imposants caissons en béton armé, d'une forme parallélépipédique et cloisonnés à l'intérieur. Il fut conçu six modèles de caissons, du plus petit pesant 1 670 tonnes, au plus gros de plus de 6 000 tonnes avec une longueur de 70 m, une largeur de 15 m et une hauteur de 20 m. Sur place, ces caissons étaient remplis d'eau à l'aide de vannes que l'on ouvrait dans chacun des compartiments et reposaient sur le fond de la mer. Seule la partie haute émergeait des flots, formant ainsi des digues de protection et des jetées.

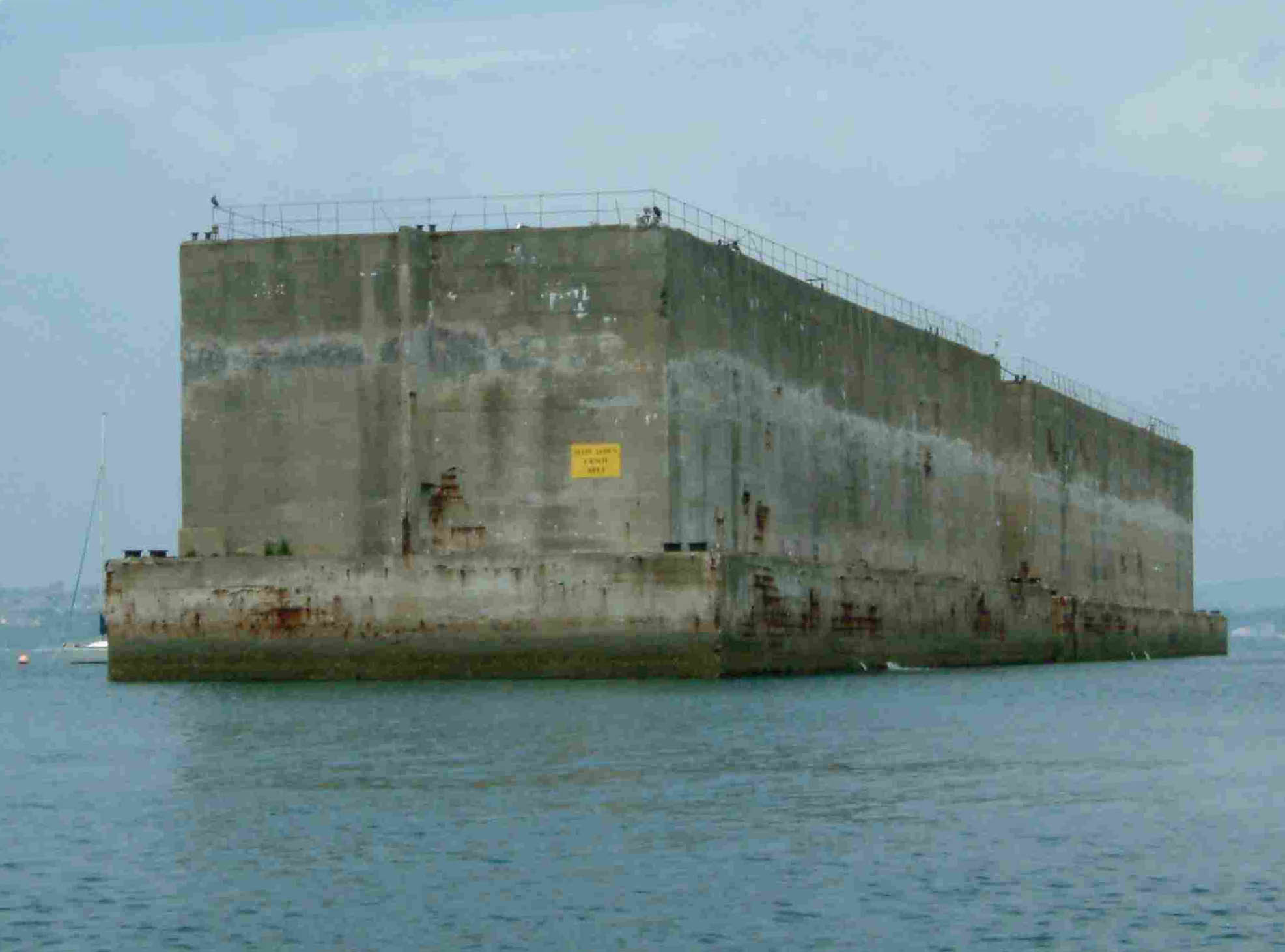
Deux caissons Phoenix, non immergés dans le port de Portland, dans le Sud de l'Angleterre.

Les 212 caissons Phoenix pour les deux ports, furent construits dans l'estuaire de la Tamise et à Southampton. Les travaux furent confiés à des sociétés privées de construction, comme Robert McAlpine, Peter Lind & Company et Balfour Beatty qui existent encore de nos jours. Dès le 7 juin, ils furent eux aussi remorqués flottants à travers la Manche jusqu'aux côtes normandes à la vitesse de 8 km/h.

### Quais
Autre défi technique, les quais mouillés à l'abri des jetées devaient pouvoir suivre les marées, en montant et en descendant. L'ingénieur Pearson Lobnitz conçut des plates-formes de 70 × 20 m, totalisant 1 100 tonnes. Ces plates-formes coulissaient sur quatre chandelles d'acier de 30 m (les spuds), posées sur le fond marin. Des vérins hydrauliques permettaient un débattement de 5 m. Face au village d'Arromanches, sept plates-formes furent reliées entre elles pour former un quai de 750 m de long, relié à la terre par deux voies flottantes.

### Voies flottantes, alias pontonsWhale
Des voies flottantes, appelées Whales (baleines) furent conçues pour relier les quais au littoral. Conçues par M. Beckett, des passerelles métalliques d'une longueur de 24 m et d'une masse de 28 tonnes reposaient sur des flotteurs creux en béton de 19 tonnes chacun. Ainsi, ces tronçons de près de 150 m de long, composés chacun de cinq passerelles, traversèrent la Manche pour être reliés entre eux face au littoral normand. Un total de 15 km de jetées flottantes furent construites.
Après la guerre, certaines de ces passerelles furent réutilisées pour remplacer des ponts détruits par les bombardements à l'intérieur des terres.

Une voie flottante sur le port « Mulberry A » menant à la plage d'Omaha avant la tempête du 19 juin.

## Construction en Angleterre
À partir de septembre 1943, plus de 300 sociétés sont retenues pour la construction des différents éléments, et sur plusieurs sites bien sûr, malgré l'engorgement des chantiers navals. Ce sont 212 caissons, 23 quais et 15 km de voies qui vont être ainsi assemblés par plus de 40 000 personnes entre octobre 1943 et mai 1944. Les caissons Phoenix sont construits dans l'estuaire de la Tamise et à Southampton. Après avoir été préfabriquées à Richborough et à Southampton, les voies Whale rejoignent Selsey et Dungeness, pour y être assemblées avec les quais Lobnitz.

## Deux ports
Il a été prévu deux ports, soit :
- Mulberry A (« A » pour « American »), en face du village de Vierville-sur-Mer sur Omaha Beach pour les Américains. Il entre en fonction le 16 juin mais sera détruit par la tempête du 19 au 21 juin.
- Mulberry B (« B » pour « British »), en face du village d'Arromanches, pour les Anglo-Canadiens, il entre en fonction le 14 juin.

Seul le Mulberry B restera opérationnel après la tempête de mi-juin. Cependant, les Américains vont faire preuve d'un grand sens de l'organisation et vont battre des records de déchargements d'équipements, de munitions, de véhicules et d'hommes sur les plages d'Utah et d'Omaha.

## Tempête du 19 au 21 juin

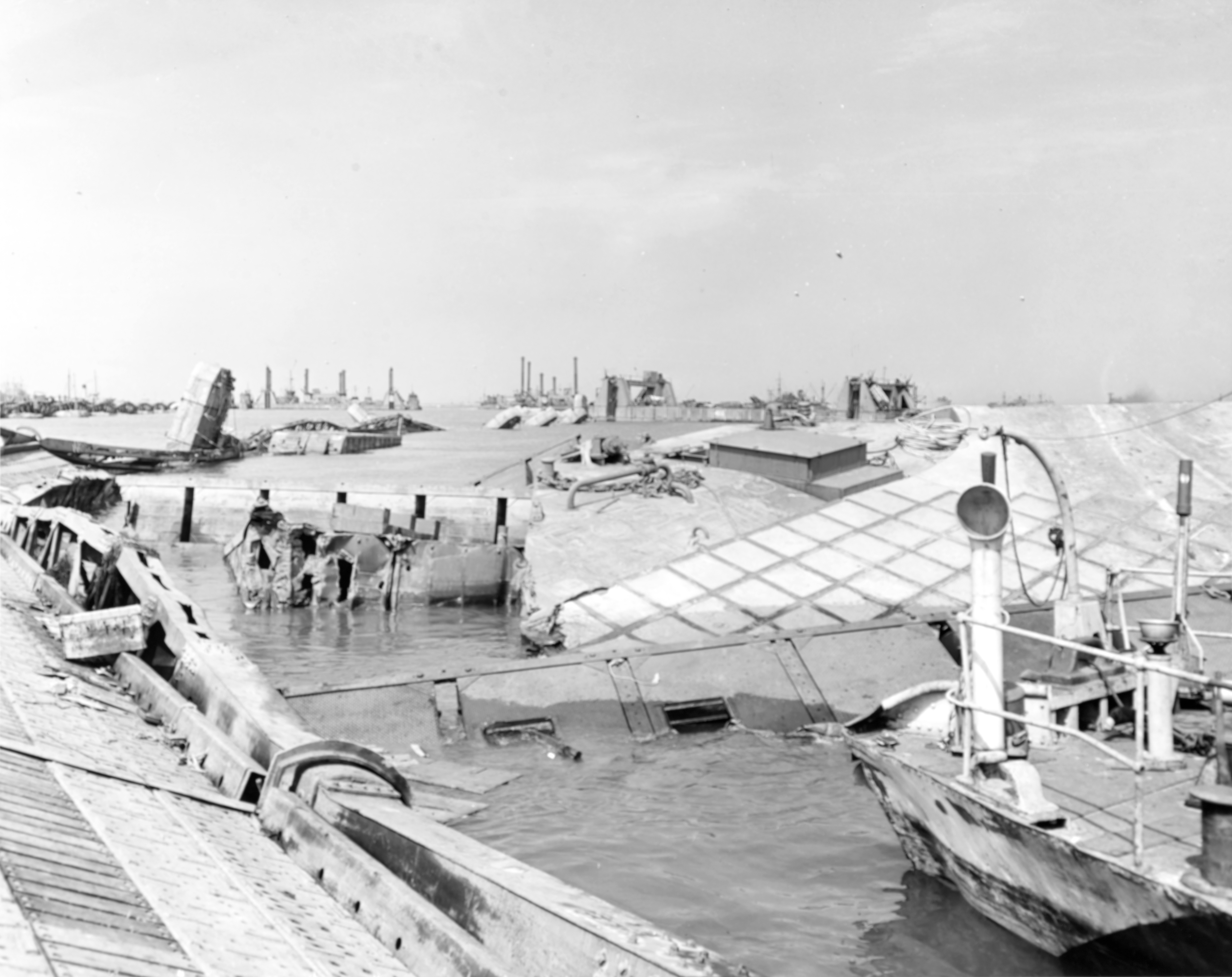
Épaves des pontons routiers du Mulberry A, après la tempête du 19-22 juin.

Les ports étaient programmés pour entrer en fonction à J+21 c’est-à-dire le 27 juin et durer trois mois. Mais le 19 juin, une tempête se leva, qui allait durer trois jours, produisant des vents de force 6 à 9, soit 45 à 120 km/h avec des creux de deux à quatre mètres. Cette tempête provoqua des dégâts considérables sur Mulberry A, le port américain face à Omaha Beach et de moindre ampleur sur celui d'Arromanches, britannique.
Sur le port américain, des caissons brise-lames avaient été coulés en eaux trop profondes et les blockships, ces vieux bateaux coulés en protection devant les caissons étaient trop espacés. Par conséquent, ils ne purent empêcher la houle de pénétrer dans l'enceinte du port et de ravager les installations, quais et voies de débarquement. Il fut donc décidé d'arrêter la construction et d'abandonner le port américain. Il sera « cannibalisé » dans les jours qui suivent pour réparer et améliorer le port britannique, qui fut rebaptisé Port Winston. On estime que cette tempête a provoqué un déficit de 20 000 véhicules et 140 000 tonnes de ravitaillement.

## Utilité réelle du Mulberry
Ce port a souvent été mis en avant comme ayant permis la victoire alliée en Normandie et est souvent présenté comme une réussite en matière de réalisation du génie militaire et de soutien logistique. Les ports auraient ainsi joué un rôle décisif dans les six semaines suivant le débarquement, notamment pour la prise de Caen. Les historiens (source manquante) relativisent désormais un peu leur rôle. En pratique, 35 à 48 % du tonnage britannique transitèrent par le port d'Arromanches entre le 6 juin et le 31 août et beaucoup moins les premières semaines : 12 % au 19 juin et 19,6 % début juillet. Les Américains, bien que privés de leur port, et bien qu'ils aient utilisé celui d'Arromanches (Mulberry B), débarquèrent 40 % de tonnes de plus que leurs alliés anglo-canadiens (10 000 tonnes par jour contre 6 000). Ce qui réduit à 17 % le volume total passé par le port artificiel.
Une technique d'échouage à grande échelle par marée basse, de grandes barges de débarquement, la mise au point de pontons mobiles de débarquement entre les navires et les plages, le Rhino ferry, l'utilisation à plus grande échelle que ce qui avait été envisagé de ports secondaires tels que celui de Courseulles, car capturés en assez bon état, permirent ces déchargements. Ce n'est qu'après-guerre que les Alliés estimèrent que d'un point de vue logistique, ils auraient sans doute pu se passer d'un port et surtout que le temps et l'argent consacrés à leur construction auraient pu être mieux utilisés dans l'effort de guerre. Mais l'existence d'une telle structure permettait aux Alliés de ne pas se focaliser immédiatement sur la prise d'un port, dans les semaines suivant le débarquement, contrairement à ce que pensaient les Allemands. Ces deux ports ont donc joué un rôle important dans la stratégie d'Overlord.

## Vestiges
Beaucoup de vestiges sont encore visibles de nos jours au large d'Arromanches, mais on en retrouve également dans d'autres lieux.

### Caissons Phoenix ou«digues de Phoenix»
- 2 dans le port de Portland (Angleterre)
- 2 coulés à Pagham (en West Sussex en Angleterre)
- 1 de type C (petit caisson) dans le port de Langstone (en) (dans le Hampshire en Angleterre)
- 1 accessible à marée basse, ensablé dans l'estuaire de la Tamise (en Shoeburyness en Angleterre)
- 4 ont été utilisés en 1953, pour combler une fuite dans une digue à Ouwerkerk (Pays-Bas). Ils sont transformés aujourd'hui en musée sur les inondations.

### Pontons Whale
Ils sont également appelés « ponts d'Arromanches » ou « passerelles d'Arromanches ». 
Après le conflit, environ 180 furent réutilisés pour permettre le passage de rivières à l'intérieur des terres, dont: 
| Photo                            | Quantité | Lieu                     | Département           | Coordonnées                 | Date | État actuel                                                       | Note |
| -------------------------------- | -------- | ------------------------ | --------------------- | --------------------------- | ---- | ----------------------------------------------------------------- | --- |
| Saint Denis De Méré - Pont Whale | 1        | Saint-Denis-de-Méré      | Calvados              | 48° 52′ 10″ N, 0° 28′ 05″ O | 1945 | En service                                                        | Pont au-dessus du Noireau dans le lieu-dit Les Bordeaux. L'ancien pont métallique a été détruit par la résistance le 29 juin 1944. |
|                                  | 1        | Arromanches-les-Bains    | Calvados              | 49° 20′ 25″ N, 0° 37′ 12″ O | 2004 | Exposé                                                            | Ancien pont situé dans la commune Quincy-Landzécourt (Meuse) depuis 1948. Le ponton a été rapatrié et est exposé dans la cale Neptune derrière le musée d'Arromanches. |
|                                  | 2        | Arromanches-les-Bains    | Calvados              | 49° 20′ 21″ N, 0° 36′ 59″ O | 2015 | Exposé                                                            | Une partie de l'ancien pont Saint-Nicolas situé dans la commune de Revin (cf. "Revin" dans la liste). |
|                                  | 5        | Vierville-sur-Mer        | Calvados              | 49° 22′ 35″ N, 0° 54′ 18″ O | 2004 | Exposé                                                            | Ces pontons furent retrouvés, au début des années 2000, dans un centre technique de la Direction départementale de l'Équipement à Esvres (Indre-et-Loire). L'ensemble forme une passerelle de 130 m de long. |
|                                  | 1        | Pont-Farcy               | Calvados              |                             | 1958 | Démantelé en 1992                                                 | Pont au-dessus de la Vire a été mis en place afin de rendre accessible la carrière de La Grippe. Ce pont a été démantelé en 1992 à la suite d'inondations qui ont effondrées un des piliers. Il appartient à une association pour la sauvegarde du port. Le projet de rapatriement à Arromanches ayant été refusé, il reste stocké dans un dépôt de l’Équipement du département de La Manche. |
|                                  | 1        | Manicamp                 | Aisne                 | 49° 34′ 49″ N, 3° 10′ 03″ E | 1946 | Exposé                                                            | Pont au-dessus de l'Oise qui a été en service jusqu'en 2016. Il est actuellement exposé à quelques mètres de son emplacement d'origine. |
|                                  | 1        | Pont-de-l'Arche          | Eure                  | 49° 18′ 24″ N, 1° 09′ 03″ E |      | En service                                                        | Pont au-dessus de l'Eure |
|                                  | 2        | Biltzheim                | Haut-Rhin             | 47° 57′ 22″ N, 7° 23′ 30″ E | 1947 | Démantelé en 2010                                                 | Pont au-dessus de l'Ill. Il porte l'inscription "ABP & Co 1943",. |
|                                  | 2        | Horbourg-Wihr            | Haut-Rhin             | 48° 04′ 19″ N, 7° 23′ 39″ E | 1947 | En service, mais n'est plus autorisé à la circulation depuis 2016 | Pont au-dessus de l'Ill |
|                                  | 5        | Cattenom et Kœnigsmacker | Moselle               | 49° 24′ 10″ N, 6° 15′ 26″ E | 1965 | Démantelé en 2019                                                 | Pont sur la D56 au-dessus de la Moselle. Remplacé en 2019 par un ouvrage neuf. Trois pontons ont été transférés à Saint-Côme-de-Fresné, Tracy-sur-Mer et Arromanches tandis que 2 autres ont été installées respectivement à Cattenom, et à Veckring, sur le site du Fort du Hackenberg |
|                                  | 2        | Vacherauville            | Meuse                 | 49° 13′ 20″ N, 5° 21′ 04″ E | 1960 | En service                                                        | Pont au-dessus de la Meuse |
|                                  | 1        | Chaux                    | Territoire de Belfort | 47° 42′ 17″ N, 6° 50′ 25″ E | 1955 | En service                                                        | Pont au-dessus de la rivière Savoureuse en remplacement du pont Saint-Marcoux, détruit par les Allemands pendant le conflit. Il est mis en place par les Ateliers de construction mécanique d’Héricourt, avec l’aide de deux grues de dix tonnes des usines Peugeot et sur une maçonnerie de l’entreprise Bonato.                                                                             |
|                                  | 1        | Foussemagne              | Territoire de Belfort | 47° 37′ 54″ N, 7° 00′ 04″ E | 1952 | En service                                                        | Pont au-dessus de la rivière Saint-Nicolas. L'ancien pont de pierres a été dynamité en novembre 1944 lors de la retraite allemande. |
|                                  | 4        | Revin                    | Ardennes              | 49° 55′ 52″ N, 4° 37′ 36″ E |      | Démantelé en 2014                                                 | Pont Saint-Nicolas au-dessus de la Meuse. Ce pont a été remplacé en décembre 2014 par un nouveau pour cause de vétusté, et deux éléments ont été installés à Arromanches-les-Bains. |
|                                  | 7        | La Roche-Bernard         | Morbihan              | 47° 31′ 21″ N, 2° 18′ 25″ O | 1948 | Démantelé en 1960                                                 | Ancien pont flottant sur la Vilaine (remplacé par le pont de La Roche-Bernard). Il était composé également de douze flotteurs en acier. Entreposé à Marzan (Morbihan), tous les éléments ont disparu depuis 2008. |
|                                  | 3        | Besançon                 | Doubs                 | 47° 13′ 37″ N, 6° 01′ 55″ E | 1960 | Démantelé en 1996                                                 | Pont au-dessus du Doubs dans le quartier de Mazagran. Un projet de rapatriement à Arromanches était prévu mais les élus refusèrent ce projet. Les trois pontons partiront à la ferraille. |
|                                  | 1        | Feignies                 | Nord                  | 50° 17′ 59″ N, 3° 56′ 39″ E | 2005 | Exposé                                                            | Ancien pont situé dans la commune Eswars (Nord), cette passerelle est exposée à Fort de Leveau. |
|                                  | 9        | Châtel-de-Neuvre         | Allier                |                             | 1947 | Démantelé en 1979                                                 | Pont au-dessus de l'Allier, c'était un pont provisoire après le dynamitage de l'ancien pont par les Allemands. |
|                                  | 2        | Sivry-sur-Meuse          | Lorraine              |                             | 1946 | Démantelé en 1990                                                 | Pont au-dessus de la Meuse (dit de Dannevoux). |
|                                  | 6        | Chazey-sur-Ain           | Ain                   |                             | 1946 | Démantelé en 1957                                                 | Pont au-dessus de l'Ain. |
|                                  | 2        | Surjoux et Challonges    | Ain / Haute-Savoie    | 46° 01′ 15″ N, 5° 48′ 38″ E | 1950 | En service                                                        | Pont au-dessus du Rhône, dont la travée centrale est composée d'un élément de type Bailey et les deux travées latérales de pontons Whale. Il est nommé pont de Pyrimont de Surjoux ou passerelle de Surjoux. |
|                                  | 5+       | Chouzé-sur-Loire         | Indre-et-Loire        |                             |      | Démantelé en 1959                                                 | Ces pontons ont été utilisés en solution provisoire pour remplacer 4 arches du pont de Port-Boulet détruit par les bombardements. |
|                                  | 3+       | Saumur                   | Maine-et-Loire        |                             | 1970 | Démantelé en 1971                                                 | Ces pontons ont été utilisés en passerelle provisoire lors de l'affaissement d'un des piliers du pont de Cessart en novembre 1968. |
|                                  | 4        | Mbebe                    | Nyong-et-Kéllé        | 4° 09′ 51″ N, 11° 00′ 59″ E | 1948 | En service                                                        | Pont construit après la guerre par les autorités coloniales françaises au Cameroun (alors AEF). Utilisé aujourd'hui pour relier le village de Mbebe à l'île, sur le fleuve Sanaga. |
|                                  | 4        | Kikot                    | Sanaga-Maritime       | 4° 10′ 12″ N, 11° 01′ 15″ E | 1948 | En service                                                        | Pont construit après la guerre par les autorités coloniales françaises au Cameroun (alors AEF). Utilisé aujourd'hui pour relier le village de Kikot à l'île, sur le fleuve Sanaga. |

### Filmographie
- Les ports artificiels du débarquement (The Mulberry Harbours) de Gwenaël QUERE, 1994
- Arromanches, opération Mulberry, 90 min, format DVD, Éditeur Sony-Music-Vidéo, 2004, ref 2023229